# Tin Vodopivec
Tin Vodopivec, slovenski stand-up komik * 21. september 1982, Brežice. 

## Življenjepis
Tin živi in dela v Ljubljani. S stand-up komedijo se je začel ukvarjati leta 2006. Hiter vzpon števila nastopov mu je omogočal, da je z do tedaj v Sloveniji še neuveljavljeno vrsto komedije oral ledino.  Soustvarja in redno sodeluje na mnogih festivalih stand-up komedije po Evropi, med njimi Panč na Ljubljanskem gradu in Pančić v Zagrebu. 
Njegovi bolj znani stand-up projekti oz. predstave so Desert, Staro za novo (z Borisom Kobalom), Rock'n'roll, 777 ... S slednjim je v sedmih dneh nastopil v sedmih različnih državah (Nemčija, Poljska, Francija, Makedonija, Združeno kraljestvo, Srbija in Slovenija) v sedmih različnih jezikih. 

### Zasebno
Njegova partnerka je bila od leta 2017 glasbenica Urška Majdič. 12.oktobra 2019 se jima je rodil sin Kris Maj. V začetku leta 2023 je par javno spregovoril, da sta se razšla. Trenutno je Vodopivec v zvezi z deset let mlajšo partnerico Nežo Zalar, ki je pravnica in hči nekdanjega ministra.